# Arthur Fitger
Arthur Fitger (Delmenhorst, 1840. október 4. – Bréma, 1909. június 28.) német költő, szerző, festőművész és író. Elnyerte az 1892–93-as chicagói világkiállítás arany díját.

## Magyarul
- A boszorkány. Regényes dráma; ford. Jankovich Gyula; fordítói, Bp., 1886